# Кришно
Кри́шно (болг. Кръшно) — село в Тирговиштській області Болгарії. Входить до складу общини Тирговиште.

## Населення
За даними перепису населення 2011 року у селі проживали 240 осіб.
Національний склад населення села:
| Національність   | Кількість осіб | Відсоток |
| ---------------- | -------------- | -------- |
| турки            | 144            | 60,0%    |
| болгари          | 78             | 32,5%    |
| цигани           | 11             | 4,6%     |
| Всього відповіли | 240            |          |

Розподіл населення за віком у 2011 році:
Динаміка населення: